# Альфа Живописца
Альфа Живописца (α Pic, α Pictoris) — наиболее яркая звезда созвездия Живописца. Обладает видимой звёздной величиной 3,27, благодаря чему доступна для наблюдения невооружённым глазом в Южном полушарии Земли. Звезда находится достаточно близко к Солнцу для того, чтобы можно было измерить её параллакс, который соответствует расстоянию 97 световых лет с точностью 5 %. Вероятно, Альфа Живописца является южной полярной звездой для Меркурия.

## Характеристики
Возраст звезды оценивается в 660 млн лет, она представляет собой молодую звезду типа Лямбды Волопаса. Принадлежит спектральному классу A8 Vn kA6, классу пекулярных звёзд, обозначение kA6 означает наличие более слабых, чем обычно, линий K кальция в спектре. Индекс 'n' после обозначения класса светимости V (звезда главной последовательности) указывает на то, что линии поглощения в спектре широкие и нечёткие. Причиной этого может являться быстрое вращение звезды, проекция скорости вращения составляет 206 км/с. Данные спектроскопии показывают наличие узких переменных во времени признаков поглощения, возникающих вследствие движения околозвёздного газа к звезде. Такие особенности поглощения возникают не из-за наличия межзвёздного вещества, а именно вследствие существования оболочки газа в орбитальной плоскости. Альфа Живописца считается быстро вращающейся оболочечной звездой, которая, вероятно, недавно выбросила часть вещества из внешней атмосферы.
Альфа Живописца крупнее Солнца: по массе превосходит Солнце вдвое, по радиусу — на 60 %. Светимость составляет 13 светимостей Солнца при эффективной температуре внешней атмосферы 7530 K. Данная температура соответствует белому цвету, присущему звёздам спектрального класса A. Компоненты пространственной скорости звезды в галактической декартовой системе координат равны U = −22, V = −20 и W = −9 км/с.
Данные телескопа Hipparcos показали, что Альфа Живописца может быть неразрешённой двойной звездой, звезда-компаньон в которой обращается по орбите с большой полуосью около 1 а. е. Альфа Живописца является рентгеновским источником, что нехарактерно для звёзд спектрального класса A, поскольку, согласно моделям звёзд, они не должны обладать магнитным динамо. Такое излучение может происходить от звезды-компаньона.